# Leandro Assumpção
Leandro Assumpção da Silva (Rio de Janeiro, 2 de março de 1986) é um futebolista brasileiro que atua como atacante. Atualmente defende o Mahasarakham SBT da 2a Divisão da Tailândia.
Após se destacar no Campeonato Carioca de 2007, onde foi vice-campeão com o Madureira, Leandro foi contratado pelo Flamengo. Sem muitas chances no clube carioca, foi parar no futebol tailandês, onde virou ídolo, e permanece até os dias atuais.

## Títulos
Muangthong United
- Copa da Tailândia: 2017
- Campeonato de Clubes Mekong: 2017